# Acroppia curvispina
Acroppia curvispina är en kvalsterart som först beskrevs av Sandór Mahunka 1983.  Acroppia curvispina ingår i släktet Acroppia och familjen Oppiidae. Inga underarter finns listade i Catalogue of Life.